# Liste der Naturdenkmale in Bad Schandau
Die Liste der Naturdenkmale in Bad Schandau nennt die Naturdenkmale in Bad Schandau im sächsischen Landkreis Sächsische Schweiz-Osterzgebirge.

## Definition
„Naturdenkmäler sind rechtsverbindlich festgesetzte Einzelschöpfungen der Natur oder entsprechende Flächen bis zu fünf Hektar, deren besonderer Schutz erforderlich ist
1. aus wissenschaftlichen, naturgeschichtlichen oder landeskundlichen Gründen oder
2. wegen ihrer Seltenheit, Eigenart oder Schönheit.“

„§ 18 – Naturdenkmäler – (zu § 28 BNatSchG)
(1) Die Erklärung nach § 22 Abs. 1 BNatSchG von Teilen von Natur und Landschaft als Naturdenkmal erfolgt durch Rechtsverordnung oder Einzelanordnung.
(2) Über § 28 Abs. 1 BNatSchG hinaus können Naturdenkmäler zur Sicherung von Lebensgemeinschaften oder Lebensstätten von im Bestand gefährdeten oder streng geschützten Arten festgesetzt werden.“

## Liste
Link zu einem Kartenansichtstool, um Koordinaten zu setzen.
| Bild                          | Bezeichnung                                                        | Lage                                      | Beschreibung | Datum   | Nummer  |
| ----------------------------- | ------------------------------------------------------------------ | ----------------------------------------- | ------------ | ------- | ------- |
| BW                            | Winterlinde an der Scheune nördlich des Gasthofes Ostrauer Scheibe | Ostrau (50° 55′ 13,3″ N, 14° 10′ 24,3″ O) |              | 2, 5    | ssz 017 |
| BW                            | Winterlinde zwischen Ortsmitte und Gasthof Ostrauer Scheibe        | Ostrau (50° 55′ 14,3″ N, 14° 10′ 27,6″ O) |              | 2, 5    | ssz 018 |
| mehr Fotos \| Fotos hochladen | Stieleiche nordwestlich der Emmabank oberhalb Ostrau               | Ostrau (50° 54′ 48″ N, 14° 10′ 49,6″ O)   |              | 1, 2, 5 | ssz 021 |
| BW                            | Flatterulme am Elbufer bei Prossen                                 | Prossen (50° 55′ 52,8″ N, 14° 6′ 13″ O)   |              | 1, 3, 4 | ssz 088 |
| BW                            | Winterlinde am Schanzenweg Ostrau                                  | Ostrau (50° 55′ 8,2″ N, 14° 9′ 39,8″ O)   |              | 1, 4, 5 | ssz 105 |

Das Nummernschema des Landkreises unterscheidet
- Einzelnaturdenkmal = Kleinbuchstaben (ssz 001 Winterlinde in Neustadt; …)
- Flächennaturdenkmal = Großbuchstaben (SSZ 001 Erlpeterquelle Pirna; …)